# Krankenkasse Turbenthal
Die Krankenkasse Turbenthal war eine von 1888 bis 2018 existierende Schweizer Krankenversicherung in Turbenthal.

## Geschichte

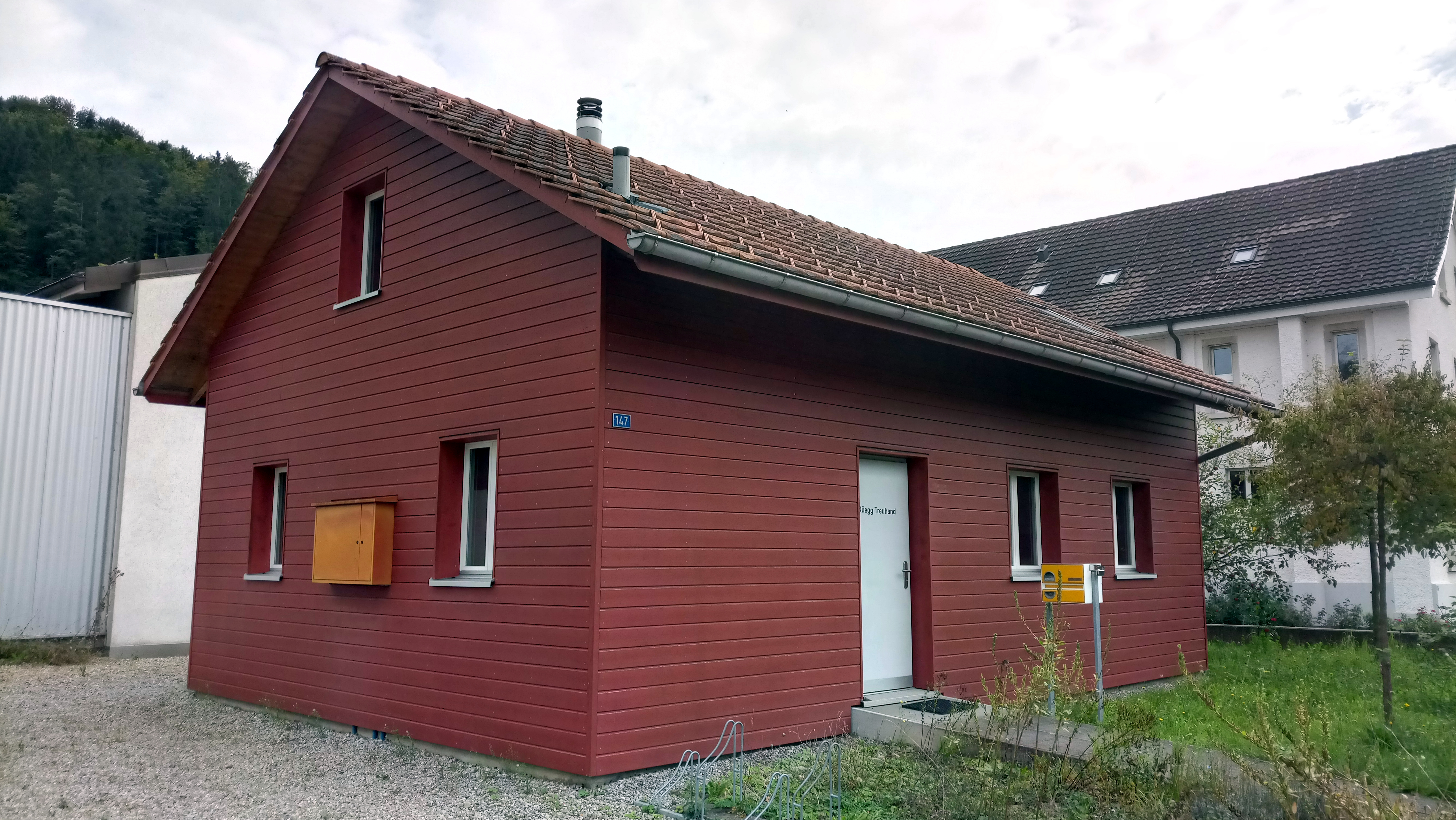
Tösstalstrasse 147, ehemaliger Sitz der Krankenkasse Turbenthal

Die Krankenkasse wurde im Juli 1888 zur Selbsthilfe als Stickerkrankenkasse gegründet. Der zur sozialen Selbsthilfe gegründeten Versicherung gehörten zu Beginn rund 40 Mitglieder an. Als das Stickereihandwerk in den 1890er-Jahren in die Krise kam und auch viele im Gewerbe Beschäftigte aus Turbenthal abzogen, gefährdete dies auch das Fortbestehen der Krankenkasse. Dies führte dazu, dass 1895 ein Männerkrankenverein Turbenthal und Umgebung gegründet wurde, in dem die verbliebenen Mitglieder der Stickereikrankenkasse übertraten, der Verein trat damit die Nachfolge der im Jahre 1888 gegründeten Krankenkasse an.
1926 erfolgte im Rahmen einer ausserordentlichen Generalversammlung die Umbenennung in Gemeindekrankenkasse Turbenthal. 1935 trat die Krankenkasse in den Bezirksverband Winterthur-Andelfingen sowie dem kantonalen Verband bei. Im Jahr 1951 verzeichnete die Krankenkasse erstmals mehr als 400 Versicherte. 1984 wurde die damals rund 500 Mitglieder fassende Krankenkasse von Alfred Rüegg übernommen, obwohl ihm der Krankenkassenverband und der Bund aufgrund der Kassengrösse davon abgeraten haben. Neumitglieder nahm die Krankenkasse nur aus den Gemeinden Turbenthal, Wila und Wildberg auf.
Mit der Einführung des Krankenversicherungsgesetz im Jahr 1996 arbeitete Rüegg vollzeit für die Krankenkasse und gab sein bisher nebenbei geführtes Treuhandbüro auf. In den letzten Jahre ihrer Existenz war die Krankenkasse dafür bekannt, die günstigsten Prämien der Schweiz anzubieten (260 Franken pro Monat bei 300 Franken Franchise) sowie für den Widerstand Rüeggs gegen die Digitalisierung. Aufgrund der Weigerung Rüeggs, die Krankenkasse digital zu führen, führte dies in den letzten Jahren ihrer Existenz zu immer weiteren Bestrebungen des Bundes, die Krankenkasse zu schliessen.
Im Mai 2015 wurde der Krankenkasse Turbenthal vom Eidgenössischen Departement des Innern die Bewilligung entzogen, da diese sich der Digitalisierung entzog und ihre Kundendaten immer noch auf Karteikärtchen pflegte. Damit konnte die Krankenkasse unter anderem dem Bundesamt für Gesundheit (BAG) die zur Berechnung der Prämienverbilligung benötigten Daten nicht digital zur Verfügung stellen. Weiter stellte die Krankenkasse ihren Versicherten keine elektronische Versichertenkarte aus und ihr wurde ein fehlendes internes Kontrollsystem angelastet.
Rüegg, der bis zuletzt ohne Computer und mit einer Schreibmaschine sowie Karteikärtchen arbeitete, rekurrierte durch alle Instanzen bis vors Bundesverwaltungsgericht gegen den Entzug der Bewilligung. Das Bundesverwaltungsgericht erklärte am 2. November 2017 den Entzug der Bewilligung schliesslich für rechtens. Die zuletzt 402 Kunden umfassende Krankenkasse wurde darauf am 30. Juni 2018 aufgelöst.